# ハマ☆トラ〜もりあがりましょーこ〜
「ハマ☆トラ〜もりあがりましょーこ〜」（ハマトラ もりあがりましょーこ）は、浜田翔子の3作目のシングル。2007年7月18日にGIRLS PARTYからリリースされた。
このシングルの収録曲は、アルバム「はましょー☆あるばむ〜お手当てしましょーこ〜」にも収録されている。

## 収録楽曲
出典：
1. 気分爽快 [3:28]
作詞：森高千里、作曲：黒沢健一
2. 素敵が始まる [3:30]
作詞・作曲：上田晃司
3. 気分爽快（カラオケ）
4. 素敵が始まる（カラオケ）